# Stipa caucasica
Stipa caucasica är en gräsart som beskrevs av Johannes Theodor Schmalhausen. Stipa caucasica ingår i släktet fjädergrässläktet, och familjen gräs. Inga underarter finns listade i Catalogue of Life.